# 스콧 조플린

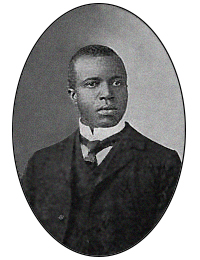
스콧 조플린

스콧 조플린(Scott Joplin, 1868년 경 ~ 1917년 4월 1일)은 미국의 래그타임 작곡가이자 피아니스트다.

## 생애
1867년에 텍사스주에서 흑인 노동자 부부의 둘째 아들로 태어났다고 알려져 있다. 어머니가 백인 소유의 집에서 가정부로 일하면서 그 집들에 비치된 피아노를 접하기 시작했다. 이후 조플린의 부모는 아들에게 저축한 돈으로 피아노를 사주었고, 독일 출신의 음악 교사였던 줄리어스 와이스가 조플린에게 바로크에서 초기 낭만 시기까지의 중요한 피아노 레퍼토리들을 가르쳤다. 동시에 조플린은 흑인 사회에서 유행하던 보드빌이나 래그타임, 케이크워크 등의 여흥 음악도 자연스럽게 접하게 되었다.
10대 후반부터는 동부 텍사스의 술집이나 클럽 등에서 피아니스트로 활동하기 시작했고, 초기에는 유럽 정통식의 왈츠나 폴카, 쇼티시, 마주르카 등의 춤곡과 행진곡을 주로 연주했다. 그러나 1880년대 후반에 가족으로부터 독립해 정식 음악인의 길을 택한 뒤로는 각지의 밴드를 비롯한 음악 그룹들에 고용되어 코넷과 피아노 등을 연주했고, 흑인 전문 교육 기관이었던 조지 R. 스미스 대학에 입학해 정규 음악 이론과 화성학, 작곡법을 배우기도 했다.
1894년에는 미주리주의 세덜리아로 이주했고, 1899년 초반에는 최초의 본격적인 래그타임 곡인 '오리지널 랙스(Original Rags)'를 비롯한 피아노 독주용 소품들을 출판했다. 이어 같은 해 8월에 세덜리아의 음악 출판업자인 존 스타크와 계약하고 '단풍잎 랙(Maple Leaf Rag)' 을 비롯한 래그타임과 여타 장르의 피아노 소품, 가요들을 계속 작곡하고 출판하면서 차츰 명성을 얻기 시작했다.
1907년에는 뉴욕으로 옮겨가면서 점차 진지한 음악으로 작품 바꾸기 시작했고, 스타크는 조플린의 음악이 점점 상업성을 상실하고 있다는 판단에서 계약을 끊게 되었다. 그러나 조플린은 이에 개의치 않고 자신의 이름으로 출판사를 만들었고, 동시에 래그타임 양식을 도입한 두 편의 본격 오페라인 '주빈(A Guest of Honor)' 과 '트리모니샤(Treemonisha)'를 작곡했다. 그러나 '주빈' 은 악보가 분실 혹은 파기되었으며, '트리모니샤'는 1915년에 뉴욕의 링컨 극장에서 가까스로 초연 기회를 얻었으나 무대 장치의 미비와 조플린 자신의 피아노 연주만으로 진행된 빈약한 반주, 흑인 청중들의 비난과 냉대 등으로 대실패로 돌아갔다.
이후에도 계속 작곡을 하고 1916년에는 자신의 래그타임 곡들로 피아노 롤을 만드는 등의 활동을 했으나, 지병이었던 매독으로 인한 정신적 합병증이 악화되기 시작하면서 창작력이 극도로 위축되었다. 1917년 1월에는 맨해튼 주립 병원에 입원했고, 그 해 4월 1일에 타계했다.

## 사후의 재평가
1910년대에는 1차 세계대전과 뉴올리언스 재즈의 유행으로 래그타임 연주자와 출판사가 재정적으로 타격을 받고 있었고, 조플린 사후에는 주류 음악시장에서 거의 자취를 감추다시피 했다. 그러나 래그타임과 그 연주 양식은 이후 미국 대중음악과 재즈에 큰 영향을 주었고, 제임스 P. 존슨이나 패츠 월러, 아트 테이텀 등 스트라이드 피아니스트나 재즈 피아니스트들의 작품과 즉흥 연주에도 튼튼한 기반을 마련했다.
1970년에는 미국의 음악학자이자 지휘자, 피아니스트인 조슈아 리프킨이 넌서치에 조플린의 래그타임을 비롯한 피아노 작품들을 취입했고, 이 음반들은 기존에 기교 과시나 댄스용으로 지나치게 빠르고 경박하게 연주되던 래그타임을 조플린의 악보 지시대로 행진곡 정도의 빠르기로 연주하는 정통적 해석으로 큰 화제를 불러일으키며 그래미상 후보에 오르기도 했다. 1972년에는 애틀랜타에서 모어하우스 칼리지와 애틀랜타 교향악단의 합동 기획으로 '트리모니샤' 가 재연되었고, 1976년에는 휴스턴 그랜드 오페라에서 군터 슐러의 관현악 편곡과 지휘로 상연되어 호평을 받았다. 슐러가 편집한 버전은 이후 도이체 그라모폰에서 음반으로도 제작되었다.
1973년에는 영화 '스팅'에서 작곡가 마빈 해미시가 조플린의 래그타임 '디 엔터테이너(The Entertainer)'를 OST에 삽입시켰고, 영화의 흥행과 더불어 '디 엔터테이너'가 1974년 빌보드 차트에서 3위까지 오르기도 했다. 1974년에는 영국 왕립 발레단에서 조플린의 래그타임 작품들을 발레로 각색해 상연하기도 했으며, 1976년에는 퓰리처상 음악 부문에서 미국 음악사에 기여한 공로로 사후 수상이 이루어졌다.